# Unus pro omnibus, omnes pro uno

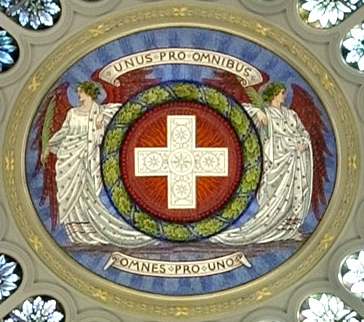
O lema na parte central do domo do Palácio Federal da Suíça (ver domo inteiro).

Unus pro omnibus, omnes pro uno é uma frase em latim significando "Um por todos, todos por um" em Português. Ela é conhecida por ser o lema dos Três Mosqueteiros no romance de Alexandre Dumas, e também ainda  é o lema tradicional da Suíça.

## Os Três Mosqueteiros
Um por todos, todos por um (un pour tous, tous pour un) é um lema tradicionalmente associado com os heróis protagonistas do romance Os Três Mosqueteiros escrito por Alexandre Dumas e publicado inicialmente em 1844. No romance, era o lema de um grupo de mosqueteiros franceses chamados Athos, Porthos, Aramis e d'Artagnan que mantiveram-se leais uns aos outros apesar das circunstâncias e provações.
Em 30 de novembro de 2002, seis Guardas Republicanos Franceses carregaram o caixão de Dumas do seu jazigo original no Cimetière de Villers-Cotterêts em Aisne para o Panthéon, numa elaborada mas solene procissão. O caixão estava coberto em veludo azul e inscrito com o lema.

## Lema tradicional da Suíça

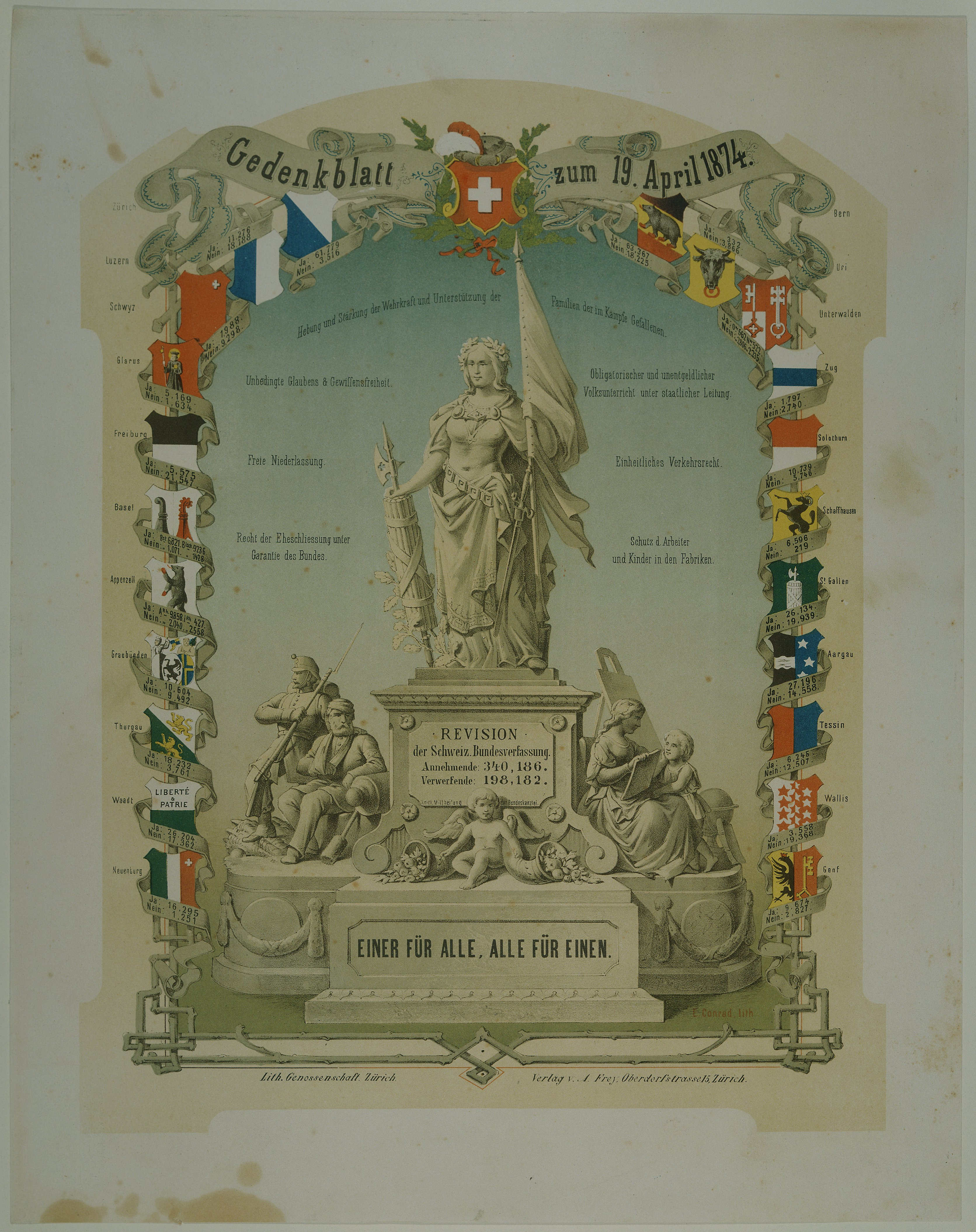
Página memorial para marcar a revisão da constituição federal Suíça em 19 de abril de 1874, por E. Conrad, ca. 1874.

A Suíça não tem um lema oficial definido na sua constituição ou documentos legislativos. A frase, nos idiomas alemão (Einer für alle, alle für einen), francês (un pour tous, tous pour un), italiano (Uno per tutti, tutti per uno) e romanche (In per tuts, tuts per in), teve seu uso popularizado no século XIX. Após tempestades de outono causarem inundações por todos os Alpes suíços no final de setembro e início de outubro de 1868, oficiais lançaram uma campanha de apoio sob esse slôgane, deliberadamente usando-o para evocar um sentimento de dever, solidariedade e unidade nacional no povo da jovem nação — a Suíça tornara-se uma confederação apenas 20 anos antes, e a última guerra civil entre os cantões, a Guerra de Sonderbund, acontecera em 1847. Anúncios em jornais circularam por todo o país usando o lema para pedir doações. A frase associava-se crescentemente com os mitos de fundação da Suíça, que frequentemente também tinham a solidariedade como tema central, a tal ponto que "Unus pro omnibus, omnes pro uno" foi escrito na cúpula do Palácio Federal da Suíça em 1902. Desde então é considerado o lema do país. Políticos de todos os partidos e regiões o reconhecem como lema da Suíça. 